# Lille Sir Nicholas
Lille Sir Nicholas (Little Sir Nicholas) är en engelsk dramaserie efter en bok av C.A. Jones.

## Handling
Godsägare Tremaine har mist sin son och hans familj i en storm utanför Cornwalls kust. Sex år senare har en avlägsen släkting installerat sig som arvinge, men en vän till familjen hittar ett barn i Frankrike som han är säker på är godsägarens barnbarn, Nicholas.

## Rollista
- Max Beazly som Sir Nicholas Tremaine
- Rachel Gurney som Lady Tremaine